# 洪都拉斯改革党
洪都拉斯改革黨（西班牙語：Partido para la Transformación de Honduras）是洪都拉斯的一个已不存在的共产主义政黨。該黨成立于1967年，由一部分原洪都拉斯共產黨內亲近中華人民共和國的黨員脫黨创建，当时取名为洪都拉斯馬列主義共產黨。該黨的意識形態是馬克思列寧主義、毛主義。该党主要活躍於學生运动和農民運動中。
洪都拉斯改革黨於1992年加入“民主統一”党，但與其他加入民主統一并解散自己的组织的政黨不同，該黨仍保留自己的组织。